# Dorfkirche Falkenhagen (Falkensee)
Die Dorfkirche Falkenhagen ist ein evangelisches Gotteshaus im Ortsteil Falkenhagen der Stadt Falkensee. Das inzwischen mehrfach umgebaute Gebäude wurde 1680 eingeweiht und steht unter Denkmalschutz.

## Geschichte

### Vorläuferbau
Eine erste einfache Kirche hatten sich die Bewohner des Dorfes Falkenhagen bereits im 14. Jahrhundert, dem Spätmittelalter, errichtet. Diese wurde – zusammen mit allen damaligen Wohngebäuden – bei einem großen Brand im Jahr 1675 vernichtet. Damit sind auch keine vorherigen Dokumente mit genaueren Angaben erhalten geblieben.

### Vom Neubau im 17. Jahrhundert bis zur ersten Hälfte des 18. Jahrhunderts
Nach dem Brand wurden die Wohngebäude wieder aufgebaut und eine neue Kirche aus Feldsteinen mit einem hölzernen Glockenturm entstand auf den erhalten gebliebenen Fundamenten und unter Verwendung von Teilen der alten Umfassungsmauern.
Man feierte ihre Einweihung im Jahr 1680 und vermerkte dieses Datum auf der Wetterfahne. – Die ältesten erhaltenen Kirchenbücher stammen aus dem Jahr 1707.
Die Spitze des Kirchturms war mit Holzschindeln gedeckt, trug einen Wetterhahn, einen Turmknopf und einen Stern. Das Hauptschiff erhielt ein steiles Satteldach, aus dem der Westturm emporragt.
Erste Erneuerungsarbeiten vor allem an den hölzernen Teilen des Kirchengebäudes waren zu Beginn des 18. Jahrhunderts nötig, die der Zimmermeister Samuel Winter aus Spandau im Jahr 1735 ausführte. Dabei stellte er aus vier Eichenstämmen „zweyhundert und zehen Schock [~ 12.600 Stück] Dach Spaane [Schindeln], den Thurm zu decken, und zu verfertigen“ her. Außerdem erhielt die Kirchturmuhr neue Zifferblätter, der Farbanstrich der Empore wurde erneuert, die Wände neu geweißt und Teile des Daches ausgebessert. Diese Zimmermannsarbeiten kosteten die Gemeinde 104 Taler, 2 Groschen und 4 Pfennige. 1747 stellte Zimmermeister Johann Friedrich Lehmann eine neue Treppe für den „Herrn Ober Jäger“ [Encke] in den Abmessungen 5 mal 1,60 Meter her und fertigte einen Fachwerkanbau für die 12-stufige Haupttreppe.

### Von 1750 bis zum Ende des 19. Jahrhunderts
Eine zweite gründliche Instandsetzung des Kirchengebäudes erfolgte 1771 unter Leitung des Maurermeisters Johann Conrad Barnick, die 1777 abgeschlossen war, wie die zweite Jahreszahl auf der Wetterfahne erkennen lässt. Schon 1832 war die nächste Sanierung fällig. Hierbei erhielt die Kirchendecke ihre heutige Tonnengewölbe-Form. Hinter der Altarwand wurde außerdem eine weitere Empore eingebaut.
Dringende Arbeiten am Kirchturm wurden 1882 ausgeführt, wobei insbesondere die Holzschindeln gegen eine Schiefereindeckung ausgetauscht wurden. Die Arbeiten lagen in der Hand des Schieferdeckers Nicolaus Degenhardt aus „Wüsthaitrode, Kreis Heiligenstadt.“

### Ab 1900 bis 1989

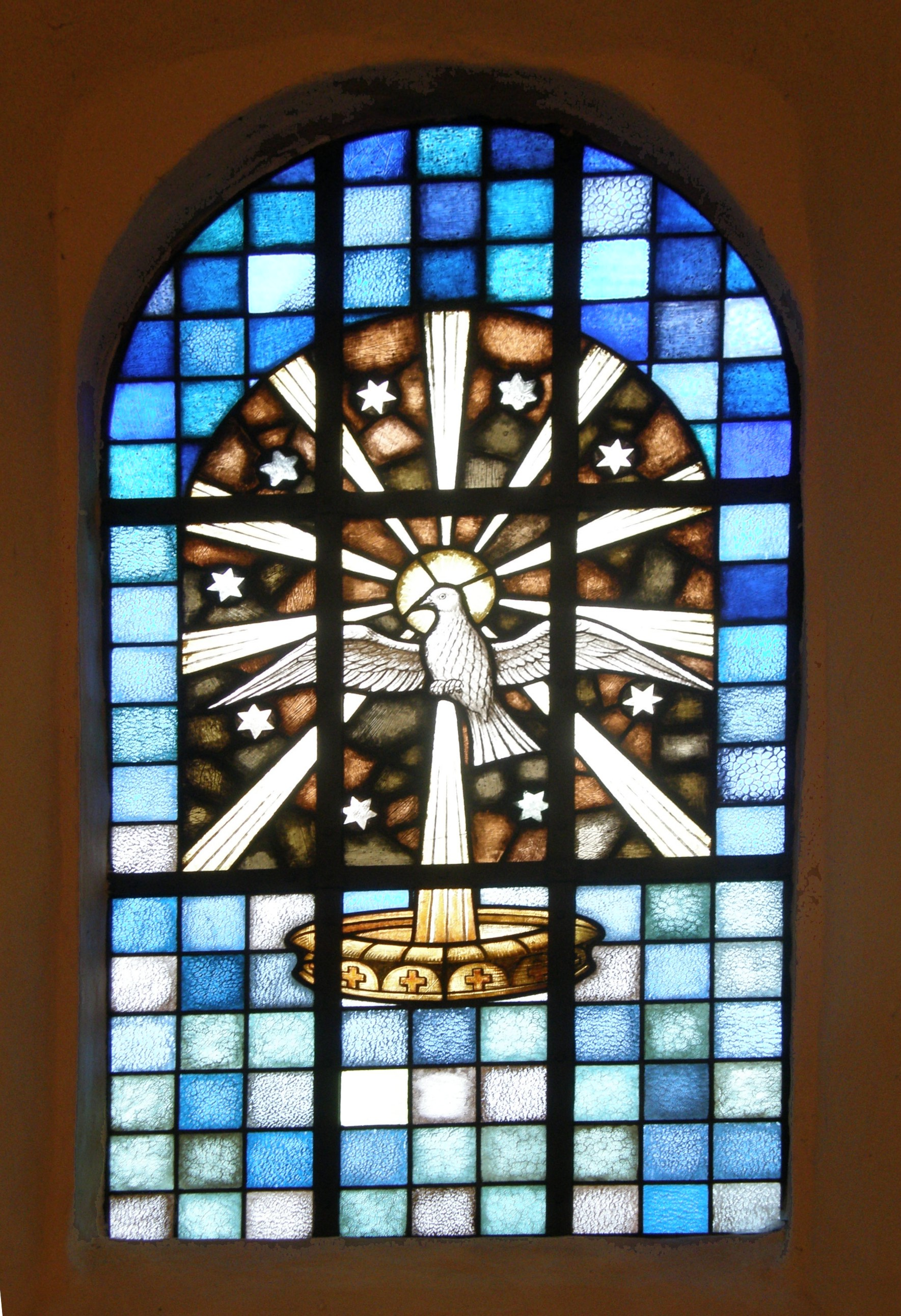
Bleigefasstes Altarfenster Taufe

Um das Jahr 1910 wurden die Fenster in der Ostfassade durch farblich gestaltete Bleiglasfenster ersetzt.
Die ersten Kirchenglocken aus dem 17. Jahrhundert waren im Ersten Weltkrieg zur Erzeugung von Kriegsgeräten abgeliefert und eingeschmolzen worden. 1920 erhielt die Gemeinde drei neue Stahlgussglocken, die in der Bochumer Glockengießerei hergestellt worden waren. Bis zum Ende des Jahres 1922 konnte das gesamte Gotteshaus umfangreich renoviert und mit farbigen Malereien im Heimatstil versehen werden. Die Empore über dem Altar wurde wieder entfernt und der Kanzelaltar erhielt eine neue Umkleidung im neobarocken Stil mit je zwei seitlichen Durchgängen zur Sakristei und zur Emporentreppe.
In der Dorfkirche Falkenhagen traute am 15. April 1936 Dietrich Bonhoeffer seinen Schüler und späteren Bischof Albrecht Schönherr mit Hildegard Enterlein.
Als gegen Ende des Zweiten Weltkriegs wieder Glocken abgeliefert werden sollten, vermerkte der damalige Pfarrer Neese auf dem Fragebogen: „Bronze fraglich“ und verhinderte damit einen Ausbau und die Requirierung. Das Gebäude wurde im Krieg nicht wesentlich beschädigt.

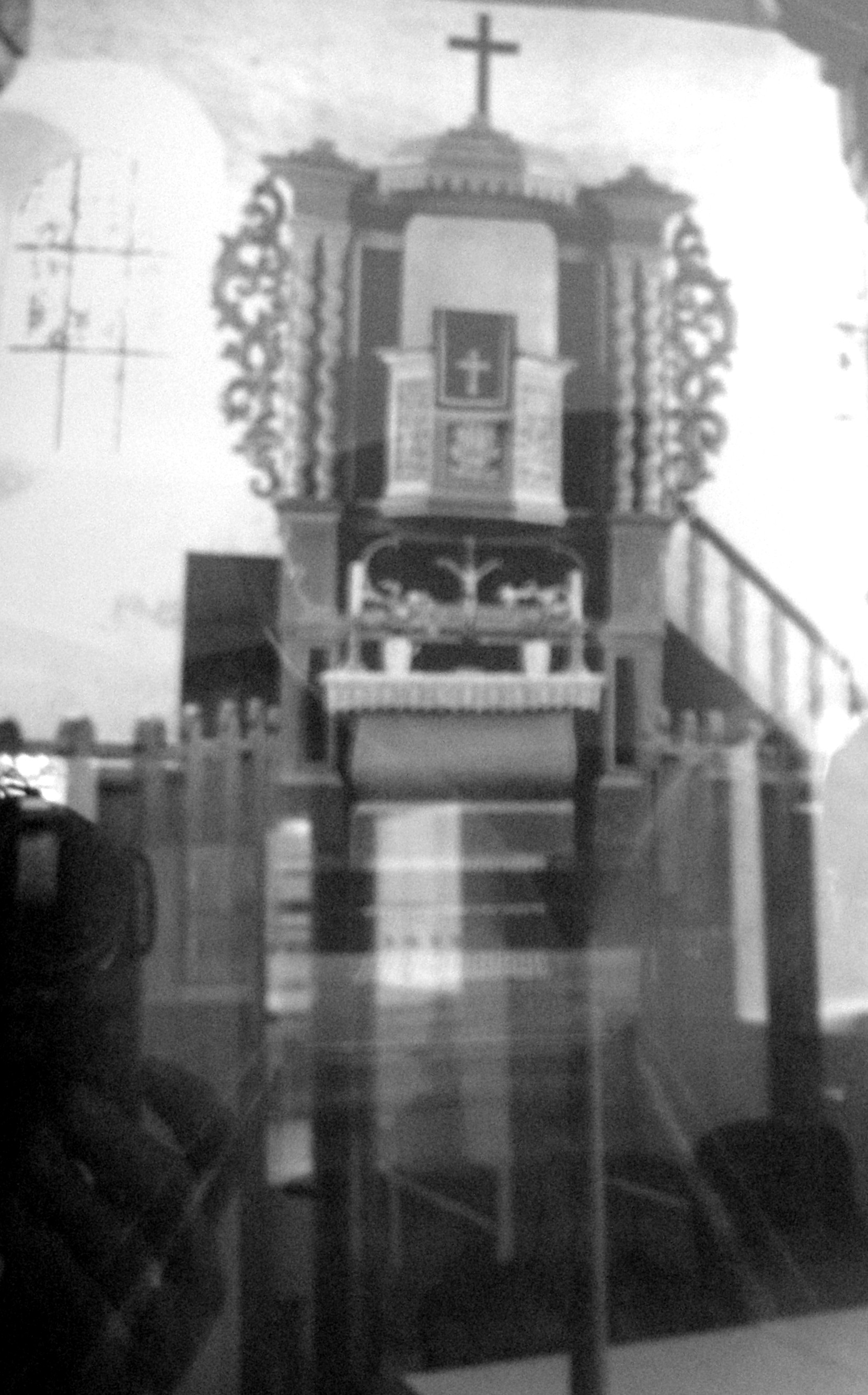
Historischer Kanzelaltar auf einer Ausstellungstafel im Kirchenvorraum

Im Jahr 1960 griff die neue Orientierung der evangelischen Synode, die Kirchenausstattungen weiter zu vereinfachen. Der Kanzelaltar wurde aus seiner geschlossenen Wand gelöst und in einen reinen Altar und eine separat aufgestellte Kanzel getrennt. An die Stelle der Kanzel setzte man ein Bild des ortsansässigen Kunstmalers Franz Haferland Jesus bei den Emmausjüngern. Die farbigen Wand- und Deckenmalereien wurden grau überstrichen.

### Nach 1990
Nach der Wende ergab sich die Möglichkeit einer umfassenden Sanierung des Baukörpers und auch der Innenausstattung. Zwischen 1994 und dem Jahr 2008 wurden mithilfe von Fördergeldern, von Sponsoren und Einzelspenden in kleinen Bauabschnitten die Eindeckungen des Kirchenschiffes und des Turmes sowie die gesamte Kirchturmspitze erneuert. Zahlreiche hölzerne Bauteile der Trägerkonstruktion, der Fenster und Türen konnten ausgetauscht, eine Rekonstruktion des Inneren vorgenommen und viele notwendige Erhaltungsmaßnahmen erledigt werden. Mit einem Gottesdienst anlässlich der Wiedereinweihung des Altars im Dezember 2008 waren die Sanierungsarbeiten abgeschlossen. Sämtliche Kosten trug die Kirchengemeinde selbst, die im Wesentlichen aus dem Verkauf kircheneigener Flächen gedeckt wurden.

## Kirchengebäude

### Kirchenschiff

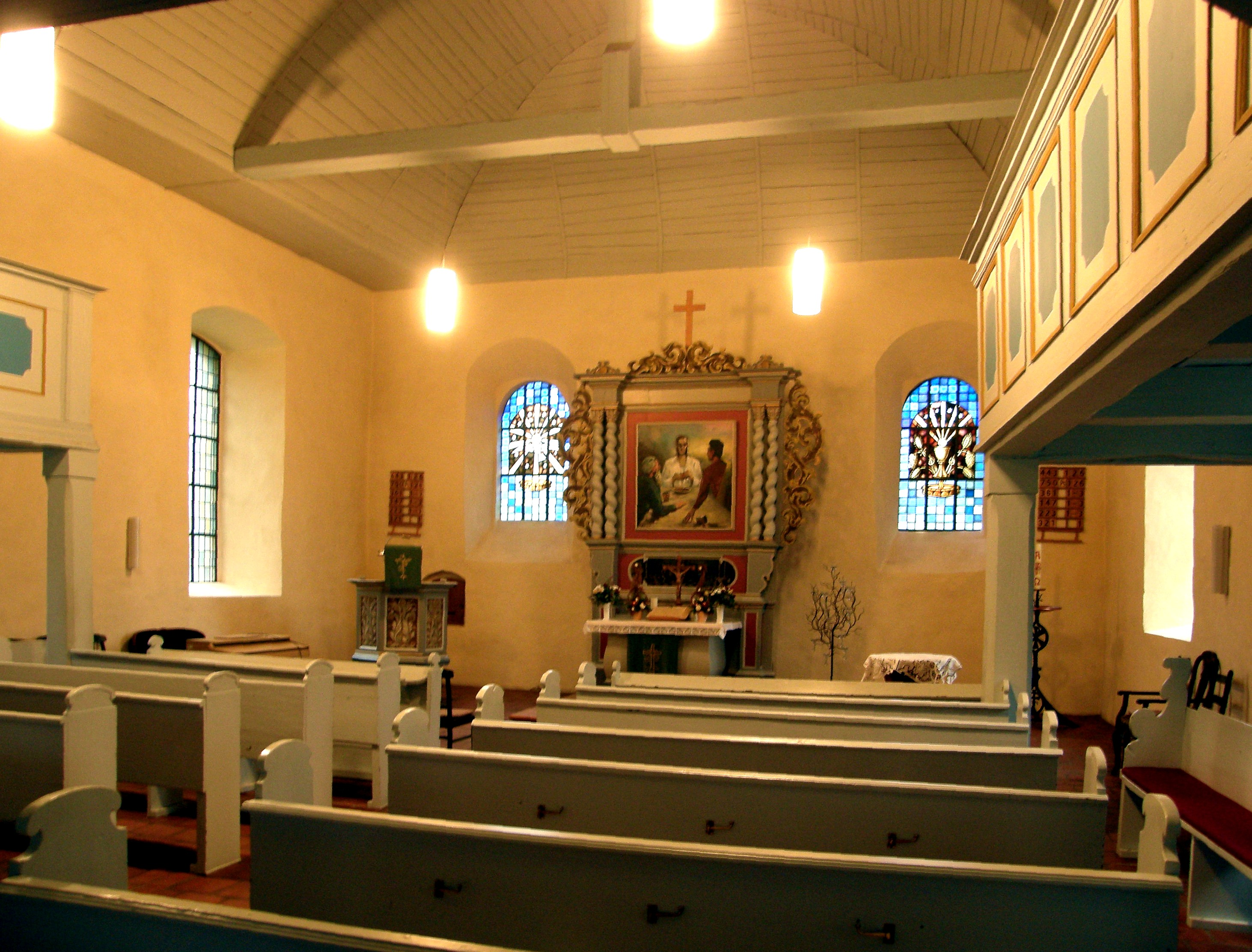
Blick in das Kirchenschiff

Es handelt sich um einen rechteckigen Grundriss mit einem seitlichen Anbau für die Sakristei und einen Westanbau als Wetterschutz. Der Kirchenhauptraum ist etwa 25 Meter lang und 15 Meter breit und in West-Ost-Richtung ausgelegt. Er wird im Inneren von einem hölzernen Tonnengewölbe abgeschlossen, darüber befindet sich ein Satteldach. In der Altarwand gibt es eine Sakramentsnische, verschlossen mit einer hölzernen Tür, deren schmiedeeiserne Beschläge aus dem Anfang des 18. Jahrhunderts stammen.

### Turm mit Glocken und Uhr

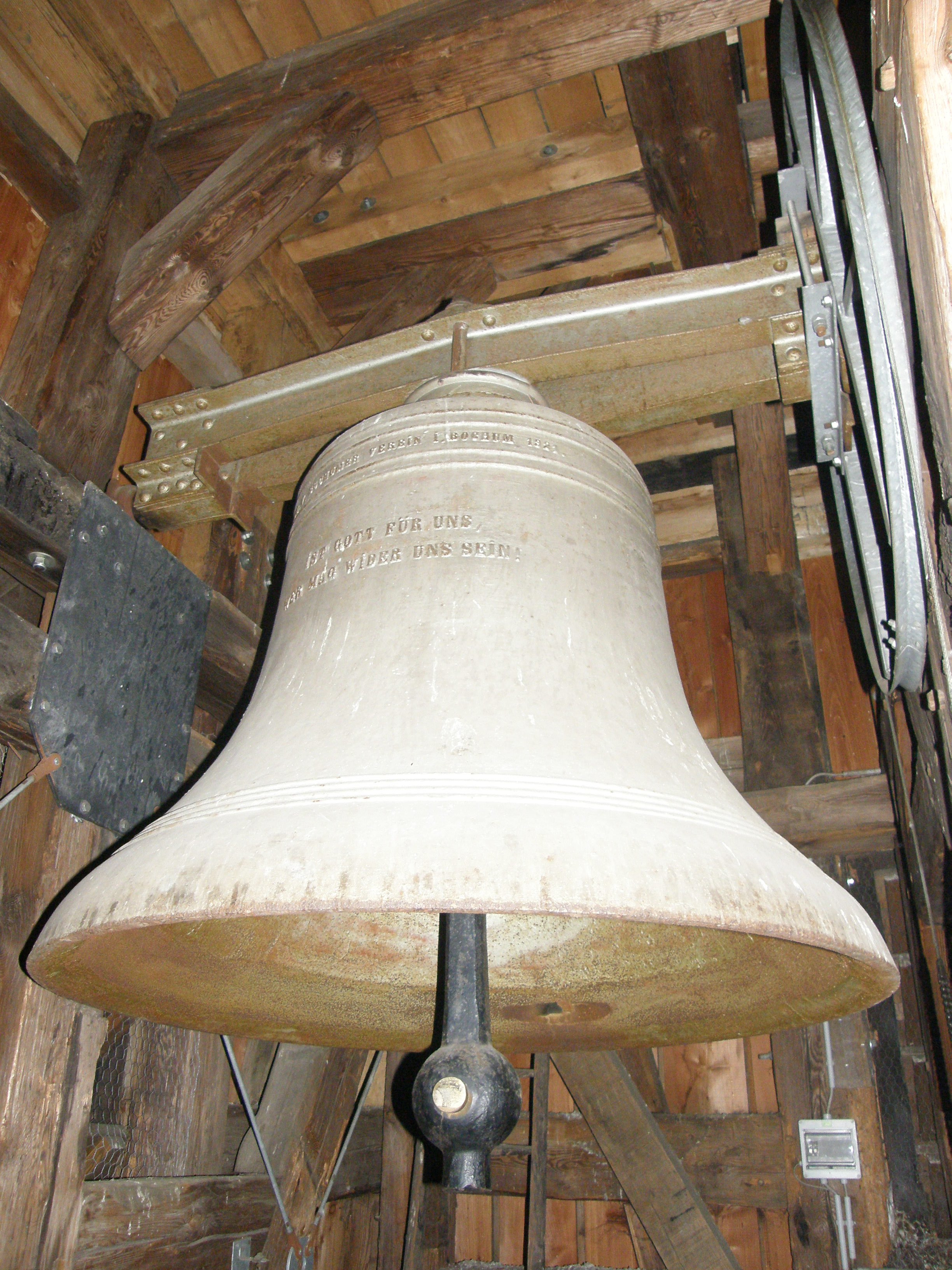
Große Glocke

Der Turm mit einem quadratischen Grundriss an der Westseite der Kirche ist circa 15 Meter hoch. Er besitzt seitliche mit Brettern verkleidete Schallöffnungen für das dreistimmige Geläut und ist mit einem Knickhelm abgeschlossen. Die frisch renovierte Spitze wird von einem Turmknopf, dem historischen Wetterhahn und einem Kreuz bekrönt. Im Turmknopf fand man 1882 einige Dokumente über die Kirche; nach der letzten Sanierung der 1990er bis 2000er Jahre kamen neue zeitgeschichtliche Dokumente, Münzen und ein Foto der Christenlehrekinder an ihre Stelle. – Die Firma „Glocken & Turmuhren Christian Beck“ aus Kölleda reparierte die Glockenanlage und stabilisierte den Glockenstuhl.
Ursprünglichen verfügte das Gotteshaus über drei Bronzeglocken: die kleinste mit 70 cm Durchmesser wurde 1705 von Johann Gottlieb Schultz in Berlin gegossen und 1804 von J. F. Thiele in Berlin im Auftrag eines „Königl: Preuszisch:churmaerkischen hochlöbl:Amtskirchen Revenüen Directorium“ umgegossen; die mittlere mit einem Durchmesser von 93 cm, und die größte mit einem Durchmesser von 101 cm sind 1867 von Wilhelm Bachmann in Berlin hergestellt worden. Bis auf die kleinste Glocke musste das Bronzegeläut als Metallspende des deutschen Volkes im Ersten Weltkrieg abgeliefert werden.
Die heute noch vorhandenen Stahlguss-Glocken aus den 1920er Jahren kamen dann als Ersatz in das Gotteshaus. Sie sind auf F’, Gis’ und Ces’ gestimmt und werden seit den 1930er Jahren elektrisch betrieben. Die größte Glocke trägt neben dem Hinweis auf den Bochumer Verein und der Jahreszahl folgende Inschrift: „Ist Gott für uns, wer mag wider uns sein!“ Auf der kleinsten Glocke findet sich der Spruch: „Herr mach uns frei.“ Sie hängen nebeneinander in einem hölzernen Glockenstuhl, der mit Stahlstreben verstärkt ist.
Das mechanische Werk der ersten Kirchturmuhr eines Spandauer Handwerkers wurde ausgebaut und auf der Orgelempore abgestellt. Hinter einer festen Verkleidung befindet sich das elektrische Werk der heutigen Kirchturmuhr, der Hersteller ist (derzeit) nicht bekannt.

## Ausstattung

### Altar

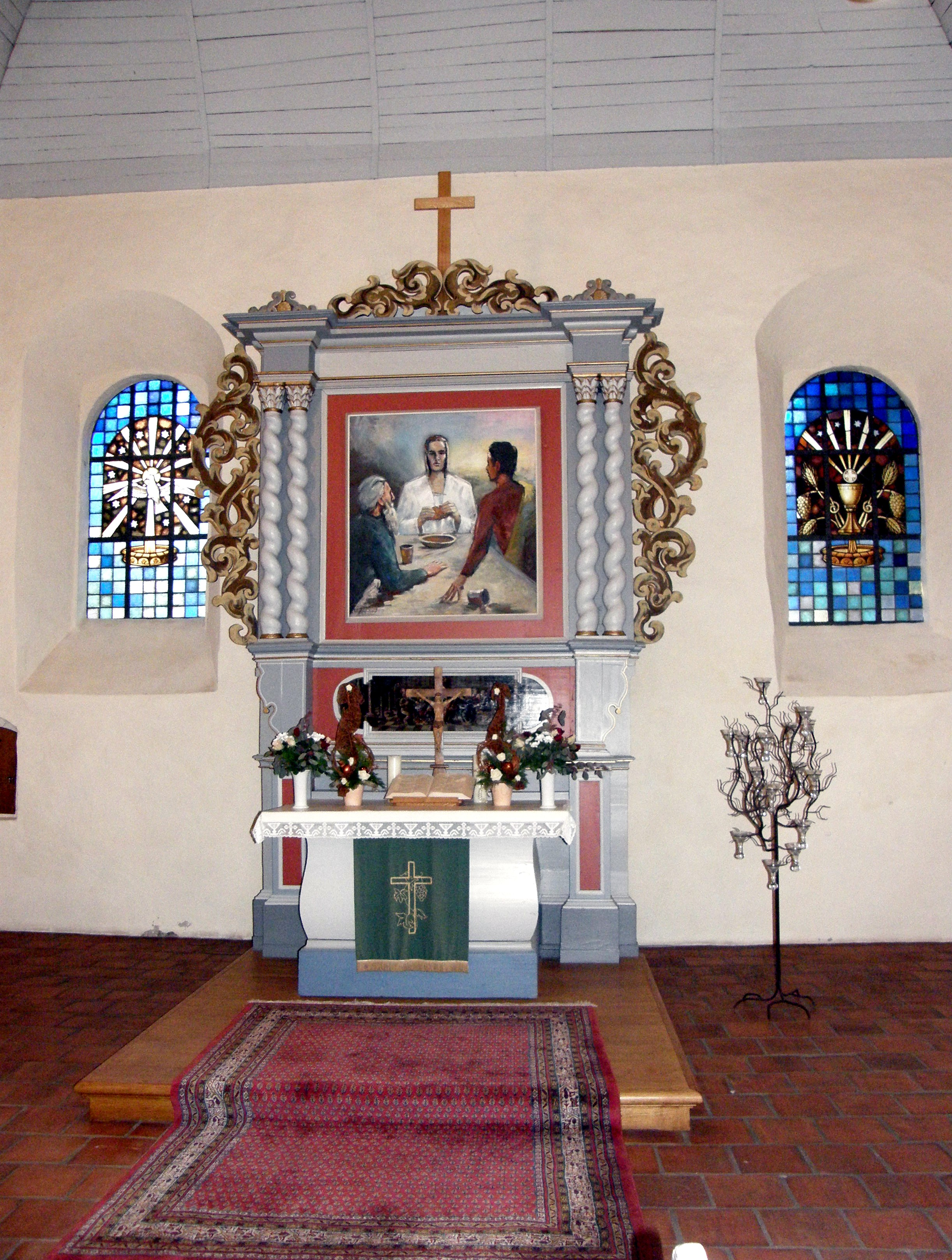
Altar ohne Kanzel

Der hölzerne Kanzelaltar wurde 1705 für diese Kirche angefertigt. Wie unter Geschichte bereits erwähnt, erfuhr er 1960 eine Umgestaltung und ruht nun auf einem flachen Podest. Das in Öl gemalte neue Altarbild wird von zwei gedrehten Säulen und Akanthus-Wangen gerahmt. Die Predella zeigt das Gemälde Abendmahl Jesu aus der Altarbauzeit.

### Kanzel und Taufe
Der Kanzelkorb entstammt dem früheren Altar und ruht auf einem niedrigen Fuß, der aus dem gleichen Holz wie die Taufe und das Altarpodest besteht und somit der Altarbereich einheitlich gestaltet ist.
Die achteckige Taufe aus Eichenholz wurde in den 1960ern hier aufgestellt. Sie wurde für diese Kirche angefertigt und ersetzte eine frühere einfache Taufschale, die auf dem Altartisch stand. Auf der Taufe liegt bei Nichtgebrauch ein von Margarethe Hort, Gemeindemitglied, gesticktes Deckchen aus dem Jahr 1944.

### Fenster, Empore, Beleuchtung
Die heutigen Kirchenfenster in farbiger Verglasung stellen das Sakrament der Taufe (links neben dem Altar) und das Abendmahl (rechts) dar und wurden um 1900 eingesetzt. Der Künstler ist nicht überliefert, als Werkstatt wird eine Kunstglaserei in Spandau angenommen. Die übrigen Fenster sind mit pastellfarbenen Glasscheiben versehen.
Die dreiseitige „Hufeisenempore“ ruht auf hölzernen Säulen und ihre Kassetten sind mit gold/blauen Feldern verziert. Die Mitte der Westempore ist in Erkerform ausgeführt.
Die im Kirchenraum installierten Wand- und Pendelleuchten wurden von der Glaswerkstätte und Leuchtenmanufaktur Rothkegel aus Würzburg bei der Generalsanierung der letzten Jahre überholt.

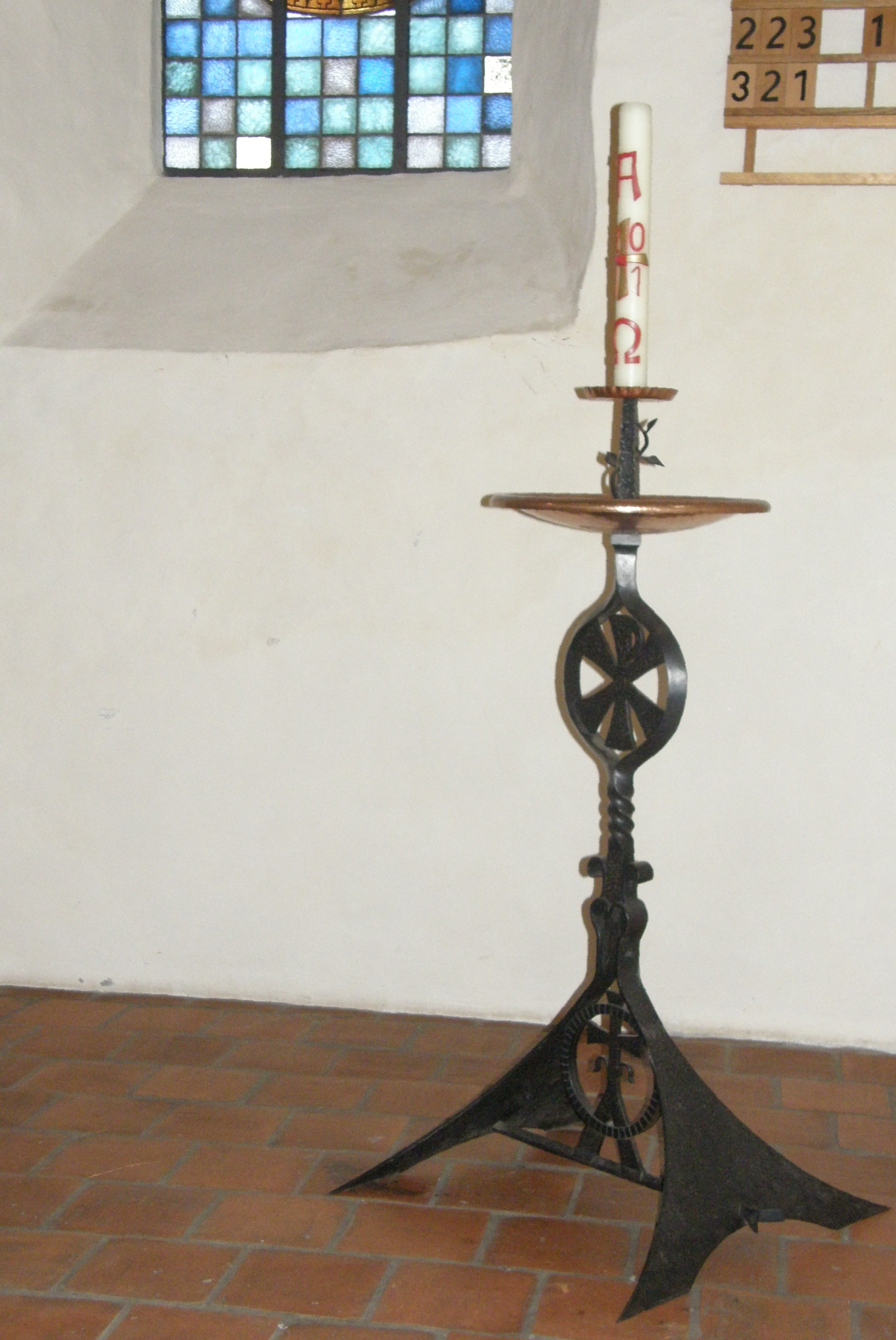
Osterleuchter

Rechts neben dem Altar haben zwei metallene Leuchter ihren Platz; der wie eine Baumkrone gestaltete ist das Gesellenstück eines Falkenseer Schmiedes und wurde dieser Kirche zu Beginn des 21. Jahrhunderts gespendet.

### Orgeln
Ein erstes Kirchenmusikinstrument aus der Werkstatt von Gottlieb Heise aus Potsdam wurde 1833 auf der Westempore installiert. Sie war pedallos und besaß nur vier Register. Im Jahr 1874 tauschte die Kirchenleitung sie gegen eine größere Orgel aus der Werkstatt von Friedrich Hermann Lütkemüller aus Wittstock aus. Diese verfügte über zehn Register auf einem Manual und Pedal und wurde am 17. Januar 1875 geweiht. Anlässlich der umfangreichen Arbeiten in der Dorfkirche im Jahr 1923 baute die Firma Furtwängler & Hammer aus Hannover dieses Instrument ab und die Gemeinde verkaufte es an die St. Laurentius-Kirche in Niedernjesa bei Göttingen. Dafür fand nun eine neue Orgel von Alexander Schuke aus Potsdam auf der Empore ihren Platz. Dieses klangstarke Musikinstrument verfügte über 16 Register auf zwei Manualen und Pedal mit Kegelladen und pneumatischer Traktur. Nach 1945 wurde sie auf 20 Register vergrößert.

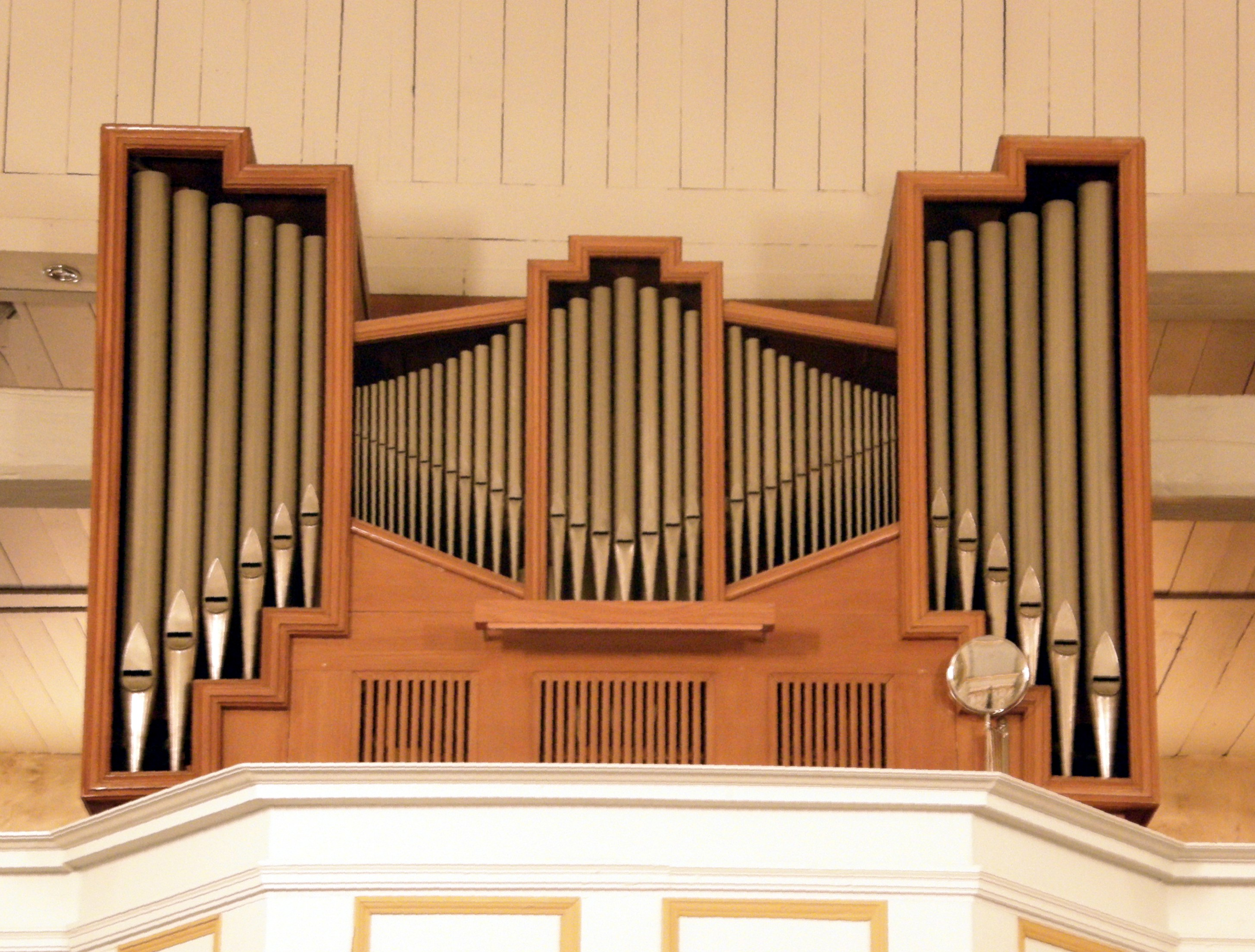
Orgel von 1965 auf der Empore

Mangelnde Pflege, fehlendes Geld und Regenwasserschäden ließen diese Orgel unbrauchbar werden, so dass sie 1984 abgebaut werden musste. So traf es sich gut, dass in der gleichen Zeit eine von Hans-Joachim Schuke 1965 hergestellte Orgel in der Dorfkirche in Zeestow frei wurde, weil das Kirchengebäude wegen Baufälligkeit aufgegeben werden sollte. Das Instrument fand einen neuen würdigen Platz in der Dorfkirche Falkenhagen. Es handelt sich um eine Schleifladenorgel mit sieben Registern auf einem Manual und Pedal.

## In der Umgebung der Kirche
Direkt neben dem Kirchenportal steht auf einem Sandstein-Sockel die Urne der Maria Theresia Encke (1774–1804), Ehefrau des königlichen Oberhofjägers und Oberforstmeisters Johann Gotthold Encke. Die Familie Encke wohnte in Falkenhagen; der ehemalige Enckehof wurde bereits 1819 zum Pfarrhaus der Gemeinde umgebaut. Die Urne, ursprünglich auf dem Kirchhof, wurde 2007 restauriert und als Ehrenmal vor der Kirche neu aufgestellt.
Außerdem gibt es ein eisernes Ehrenkreuz für die Kriegstoten der Gemeinde auf dem Kirchhof.

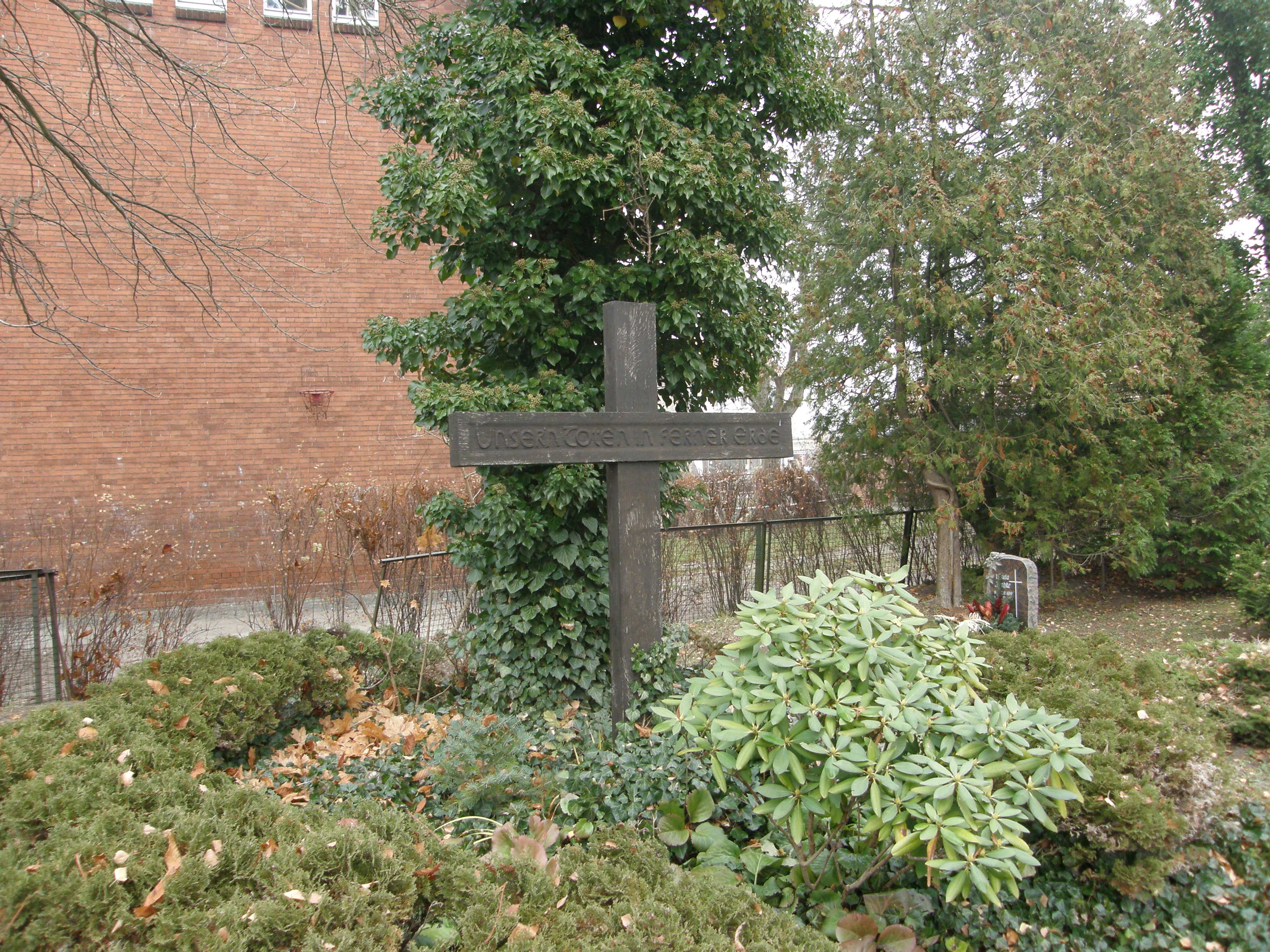
Ehrenkreuz

Gegenüber in der Freimuthstraße steht das denkmalgeschützte Kriegerdenkmal für die im Ersten Weltkrieg Gefallenen des Ortes. Es wurde aus schlesischem Granit und fränkischem Muschelkalk gestaltet.

## Gemeindeleben
Die evangelische Kirchengemeinde Falkenhagen umfasst rund 1500 Mitglieder (Stand Ende 2011). Sie unterhält die Kindertagesstätte Zum Guten Hirten mit 90 Plätzen in der Falkenseer Bahnhofstraße, einen gemischten Kirchenchor, einen Kinderchor und veranstaltet regelmäßige Feste. Außerdem werden in lockerer Folge Gesprächsrunden, Kreise für Handarbeiten oder Instrumentalisten und auch eine Bläsergruppe organisiert. Die Gemeindemitglieder stärken ihre sozialen Kontakte darüber hinaus bei christlichen Begegnungen und gemeinsamen Ausflügen. Der Kirchraum dient auch für Konzerte oder Buchlesungen.